# Philip Doddridge (Politiker)

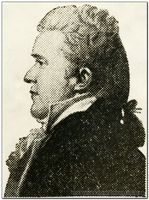
Philip Doddridge

Philip Doddridge (* 17. Mai 1773 im Bedford County, Colony of Virginia; † 19. November 1832 in Washington, D.C.) war ein US-amerikanischer Politiker. Zwischen 1829 und 1832 vertrat er den Bundesstaat Virginia im US-Repräsentantenhaus.

## Werdegang
Philip Doddridge wuchs auf einer Farm auf. Später zog er in das Brooke County im heutigen West Virginia, wo er die öffentlichen Schulen besuchte. Nach einem anschließenden Jurastudium wurde er im Jahr 1797 als Rechtsanwalt zugelassen. Gleichzeitig schlug er eine politische Laufbahn ein. Zwischen 1804 und 1809 gehörte er dem Senat von Virginia an. Von 1815 bis 1829 saß er mehrfach im Abgeordnetenhaus seines Staates. Im Jahr 1829 war er Delegierter auf einer Versammlung zur Überarbeitung der Verfassung von Virginia. 1822 und 1824 kandidierte er noch erfolglos für den Kongress. In den 1820er Jahren schloss er sich der Bewegung gegen den späteren Präsidenten Andrew Jackson an und wurde Mitglied der kurzlebigen National Republican Party.
Bei den Kongresswahlen des Jahres 1828 wurde Doddridge im 18. Wahlbezirk von Virginia in das US-Repräsentantenhaus in Washington gewählt, wo er am 4. März 1829 die Nachfolge von Isaac Leffler antrat. Nach einer Wiederwahl konnte er bis zu seinem Tod am 19. November 1832 im Kongress verbleiben. Seit dem Amtsantritt von Präsident Jackson im Jahr 1829 wurde innerhalb und außerhalb des Kongresses heftig über dessen Politik diskutiert. Dabei ging es um die umstrittene Durchsetzung des Indian Removal Act, den Konflikt mit dem Staat South Carolina, der in der Nullifikationskrise gipfelte, und die Bankenpolitik des Präsidenten.
Im Repräsentantenhaus war Doddridge Vorsitzender des Ausschusses zur Verwaltung des Bundesbezirks District of Columbia. Nach seinem Tod fiel sein Abgeordnetenmandat an Joseph Johnson.